# بيل كينيدي (ممثل)
بيل كينيدي (بالإنجليزية: Bill Kennedy) هو ممثل أمريكي، ولد في 27 يونيو 1908 بكليفلاند هايتس في الولايات المتحدة، وتوفي في 27 يناير 1997 ببالم بيتش في الولايات المتحدة.

## وصلات خارجية
- بيل كينيدي على موقع IMDb (الإنجليزية)
- بيل كينيدي على موقع قاعدة بيانات الفيلم (الإنجليزية)